# Ai Uehara
Ai Uehara (上原亜衣, Uehara Ai), née le 12 novembre 1991 dans la préfecture de Fukuoka, est une idole féminine youtubeuse et une ancienne actrice pornographique. Elle a été active de 2011 à 2016. Elle est devenue rapidement populaire et a pu gagner le prix de la meilleure actrice en 2014 aux DMM awards,.

## Apparitions
Elle a réalisé plusieurs apparitions sur divers supports : films, séries télévisées, radio jeu-vidéo...

### Films
- Inran na megami-tachi (いんらんな女神たち?)[9],[10],[11]
- Goddotan (ゴッドタン 〜The God Tongue 神の舌〜?, The God Tongue)[12]
- Seijin 100 kilo (青春100キロ?)[13]

### Jeu-vidéo
- Back from the other world, I missed love. (異世界帰りの僕と失われた恋)[14]
- Apparition dans le jeu Yakuza Zero[15]